# Nyctemera seriatopunctata
Nyctemera seriatopunctata är en fjärilsart som beskrevs av Aurivillius 1926. Nyctemera seriatopunctata ingår i släktet Nyctemera och familjen björnspinnare. Inga underarter finns listade i Catalogue of Life.